# Canoagem nos Jogos Olímpicos de Verão de 2012 - K-1 500 m feminino
A competição do K-1 500 m feminino da canoagem nos Jogos Olímpicos de Verão de 2012 realizou-se nos dias 7 e 9 de agosto no Eton Dorney.

## Calendário
Horário local (UTC+1)
| Dia         | Horário | Fase          |
| ----------- | ------- | ------------- |
| 7 de agosto | 10:07   | Eliminatórias |
| 7 de agosto | 11:16   | Semifinal     |
| 9 de agosto | 10:08   | Final         |

## Medalhistas
| Ouro   | HUN Danuta Kozák      |
| Prata  | UKR Inna Osypenko     |
| Bronze | RSA Bridgette Hartley |

## Resultados

### Eliminatórias
As seis melhores colocadas em cada bateria avançam as semifinais.

#### Eliminatória 1
| Pos. | Nome                   | CON                | Tempo    | Notas |
| ---- | ---------------------- | ------------------ | -------- | ----- |
| 1    | Anne Rikala            | FIN Finlândia      | 1:52.641 | Q     |
| 2    | Henriette Hansen       | DEN Dinamarca      | 1:52.650 | Q     |
| 3    | Katrin Wagner-Augustin | GER Alemanha       | 1:53.438 | Q     |
| 4    | Carrie Johnson         | USA Estados Unidos | 1:53.983 | Q     |
| 5    | Darisleydis Amador     | CUB Cuba           | 1:56.038 | Q     |
| 6    | Teneale Hatton         | NZL Nova Zelândia  | 1:56.741 | Q     |
| 7    | Arezou Hakimimoghaddam | IRI Irã            | 1:58.598 |       |

#### Eliminatória 2
| Pos. | Nome                  | CON               | Tempo    | Notas |
| ---- | --------------------- | ----------------- | -------- | ----- |
| 1    | Danuta Kozák          | HUN Hungria       | 1:52.828 | Q     |
| 2    | Bridgette Hartley     | RSA África do Sul | 1:53.051 | Q     |
| 3    | Josefa Idem           | ITA Itália        | 1:55.619 | Q     |
| 4    | Yuliana Salakhova     | RUS Rússia        | 1:56.621 | Q     |
| 5    | Émilie Fournel        | CAN Canadá        | 1:58.740 | Q     |
| 6    | Marharyta Tsishkevich | BLR Bielorrússia  | 2:01.216 | Q     |

#### Eliminatória 3
| Pos. | Nome              | CON             | Tempo    | Notas |
| ---- | ----------------- | --------------- | -------- | ----- |
| 1    | Sofia Paldanius   | SWE Suécia      | 1:51.212 | Q     |
| 2    | Teresa Portela    | POR Portugal    | 1:51.887 | Q     |
| 3    | Aneta Konieczna   | POL Polônia     | 1:52.069 | Q     |
| 4    | Inna Osypenko     | UKR Ucrânia     | 1:52.268 | Q     |
| 5    | Mira Verås Larsen | NOR Noruega     | 1:55.923 | Q     |
| 6    | Yulia Borzova     | UZB Uzbequistão | 2:03.893 | Q     |

#### Eliminatória 4
| Pos. | Nome                   | CON              | Tempo    | Notas |
| ---- | ---------------------- | ---------------- | -------- | ----- |
| 1    | Rachel Cawthorn        | GBR Grã-Bretanha | 1:53.491 | Q     |
| 2    | Alana Nicholls         | AUS Austrália    | 1:53.823 | Q     |
| 3    | Natalya Sergeyeva      | KAZ Cazaquistão  | 1:54.445 | Q     |
| 4    | Geraldine Lee Wei Ling | SIN Singapura    | 2:01.037 | Q     |
| 5    | Špela Ponomarenko      | SLO Eslovênia    | 2:01.520 | Q     |
| 6    | Afef Ben Ismail        | TUN Tunísia      | 2:07.705 | Q     |

### Semifinais
As duas melhores em cada semifinal avançam para a final A, assim como as duas melhores terceiro colocadas. A pior terceiro colocada, as classificadas em quarto e quinto lugar em cada semifinal e as duas melhores sexto colocadas avançam para a final B.

#### Semifinal 1
| Pos. | Nome               | CON               | Tempo    | Notas |
| ---- | ------------------ | ----------------- | -------- | ----- |
| 1    | Bridgette Hartley  | RSA África do Sul | 1:51.286 | Q     |
| 2    | Inna Osypenko      | UKR Ucrânia       | 1:51.515 | Q     |
| 3    | Anne Rikala        | FIN Finlândia     | 1:51.852 | q     |
| 4    | Aneta Konieczna    | POL Polônia       | 1:52.193 |       |
| 5    | Alana Nicholls     | AUS Austrália     | 1:52.224 |       |
| 6    | Émilie Fournel     | CAN Canadá        | 1:54.120 |       |
| 7    | Darisleydis Amador | CUB Cuba          | 1:58.762 |       |
| 8    | Afef Ben Ismail    | TUN Tunísia       | 2:15.362 |       |

#### Semifinal 2
| Pos. | Nome                   | CON               | Tempo    | Notas |
| ---- | ---------------------- | ----------------- | -------- | ----- |
| 1    | Danuta Kozák           | HUN Hungria       | 1:50.469 | Q     |
| 2    | Henriette Hansen       | DEN Dinamarca     | 1:51.929 | Q     |
| 3    | Sofia Paldanius        | SWE Suécia        | 1:51.945 | q     |
| 4    | Natalya Sergeyeva      | KAZ Cazaquistão   | 1:53.888 |       |
| 5    | Teneale Hatton         | NZL Nova Zelândia | 1:54.504 |       |
| 6    | Mira Verås Larsen      | NOR Noruega       | 1:57.354 |       |
| 7    | Geraldine Lee Wei Ling | SIN Singapura     | 2:01.516 |       |
| –    | Marharyta Tsishkevich  | BLR Bielorrússia  |          | DSQ   |

#### Semifinal 3
| Pos. | Nome                   | CON                | Tempo    | Notas |
| ---- | ---------------------- | ------------------ | -------- | ----- |
| 1    | Josefa Idem            | ITA Itália         | 1:52.232 | Q     |
| 2    | Rachel Cawthorn        | GBR Grã-Bretanha   | 1:52.542 | Q     |
| 3    | Teresa Portela         | POR Portugal       | 1:53.064 |       |
| 4    | Katrin Wagner-Augustin | GER Alemanha       | 1:53.241 |       |
| 5    | Špela Ponomarenko      | SLO Eslovênia      | 1:53.341 |       |
| 6    | Carrie Johnson         | USA Estados Unidos | 1:54.628 |       |
| 7    | Yuliana Salakhova      | RUS Rússia         | 1:57.761 |       |
| 8    | Yulia Borzova          | UZB Uzbequistão    | 2:00.584 |       |

### Finais

#### Final B
| Pos. | Nome                   | CON               | Tempo    | Notas |
| ---- | ---------------------- | ----------------- | -------- | ----- |
| 1    | Katrin Wagner-Augustin | GER Alemanha      | 1:52.402 |       |
| 2    | Aneta Konieczna        | POL Polônia       | 1:53.356 |       |
| 3    | Teresa Portela         | POR Portugal      | 1:53.597 |       |
| 4    | Špela Ponomarenko      | SLO Eslovênia     | 1:53.718 |       |
| 5    | Natalya Sergeyeva      | KAZ Cazaquistão   | 1:54.707 |       |
| 6    | Émilie Fournel         | CAN Canadá        | 1:56.058 |       |
| 7    | Teneale Hatton         | NZL Nova Zelândia | 1:56.103 |       |
| 8    | Alana Nicholls         | AUS Austrália     | 1:59.033 |       |

#### Final A
| Pos.              | Nome              | CON               | Tempo    | Notas |
| ----------------- | ----------------- | ----------------- | -------- | ----- |
| Medalha de ouro   | Danuta Kozák      | HUN Hungria       | 1:51.456 |       |
| Medalha de prata  | Inna Osypenko     | UKR Ucrânia       | 1:52.685 |       |
| Medalha de bronze | Bridgette Hartley | RSA África do Sul | 1:52.923 |       |
| 4                 | Sofia Paldanius   | SWE Suécia        | 1:53.197 |       |
| 5                 | Josefa Idem       | ITA Itália        | 1:53.223 |       |
| 6                 | Rachel Cawthorn   | GBR Grã-Bretanha  | 1:53.345 |       |
| 7                 | Henriette Hansen  | DEN Dinamarca     | 1:54.110 |       |
| 8                 | Anne Rikala       | FIN Finlândia     | 1:54.333 |       |